# 大森憲頼
大森 憲頼（おおもり のりより、生没年不詳 ）は、室町時代から戦国時代の武将。鎌倉公方の家臣。大森氏当主。相模国小田原城城主。
父・頼春に従い、鎌倉公方方の有力国人として活躍。永享の乱では鎌倉公方足利持氏に付き、弟の箱根権現別当実雄らと共に箱根山での戦いで活躍した。持氏が敗死した後も没落することなく勢力を維持し、結城合戦が起きると下総結城城まで出兵しようとして、鎌倉に駐留していた駿河今川氏や蒲原氏らに警戒されている。
小田原城を整備し、近隣を横領したが、鎌倉公方足利成氏が古河へ逃亡し、相模国は扇谷上杉家の勢力が有力になると、扇谷上杉家を支持する弟氏頼らと対立。長尾景春の乱では景春方について相模国平塚城に籠ったが、太田道灌に攻略され、子の成頼と共に箱根山中に逃亡し没落したとされる。